# Choi Bo-kyung
Choi Bo-kyung (최보경?; Gwangyang, 12 aprile 1988) è un calciatore sudcoreano, difensore dell'Arema.

## Carriera

### Club
Ha giocato nella massima serie sudcoreana.

## Palmarès

### Club

#### Competizioni nazionali
- Coppa di Lega sudcoreana: 1

Ulsan Hyundai: 2011
- Campionato sudcoreano: 6

Jeonbuk Hyundai: 2014, 2015, 2017, 2018, 2019, 2020

#### Competizioni internazionali
- AFC Champions League: 1

Ulsan Hyundai: 2012